# Emmabodafestivalen
Emmabodafestivalen eller Rasslebygdsfestivalen var en musikfestival som hölls i området Rasslebygd i Emmaboda under åren 1988 till 2018. Från start inriktades festivalen på musik som kan kategoriseras som indiepop, men kom från 2008 att mera fokusera på elektronisk musik och hiphop.

## Historik
Bröderna Håkan och Magnus Karlsson hade varit på nystartade Hultsfredsfestivalen. De bestämde sig för att de ville göra något liknande i sin hembygden och bildar Musikföreningen Vinterbadarna 1982. De första åren sysslade de med att anordna konserter, och 1988 arrangerade de för första året Emmabodafestivalen på skogsängen i området som kallas Rasslebygd. Föreningen hade två heltidsanställda och upp till ett hundratal volontärer. Trots namnet sysslade föreningen inte med vinterbad, namnet kom bara av att man behövde ett föreningsnamn för att hyra lokal.
Under 1990-talet var Emmabodafestivalen känd som en liten festival med fokus på indiepop som ramades in av kärleksfulla budskap. Som indiefestival hade Emmabodafestivalen högsta status i Sverige och hela den tidens svenska popelit spelade på festivalen. Även större internationella indieband bokades. Under 2010-talet kom den istället att uppmärksammas för sexistiska uttalanden och kontroversiella bokningar. Arrangören Håkan Karlsson delade ansvaret för bokningarna med Växjö-profilen Ulf Ekerot.
Efter att ha gått back ekonomiskt fyra år i rad bestämde arrangörerna sig för att starta om och meddelade 2007 att följande år skulle bli Emmabodafestivalen 2.0, istället för att lägga ner den som de först gått ut med. Håkan Karlsson proklamerade indiepopens död och meddelade att "hippie och party" var festivalens nya ledord. De följande åren hade Emmabodafestivalen ett fokus på elektroniska band men även tokroliga och ironiska bokningar. 2015 beskrevs festivalen som en form av rave där den typiske festivalbesökaren var där för festen snarare än musiken.
I maj 2017 meddelades det att årets festival skulle bli den sista. I november samma år kom dock beskedet att festivalen skulle arrangeras även 2018. I oktober 2018 gav polisen beskedet att de inte avsåg ge tillstånd för festivalen 2019 bland annat på grund av 460 anmälda narkotikabrott som ägde rum under 2018 års festival, och därmed var förmodligen 2018 års festival den sista. Arrangörerna angav dock i oktober 2018 att de siktade på "comeback i ett annat EU-land 2020".
Emmabodafestivalen hade under de senaste åren runt 10 000 besökare. Festivalen hade aldrig något backstageområde vilket medförde att artister, besökare och journalister vistades på samma område.

## Artister som uppträtt på festivalen (urval)
- 1988 – Soul Patrol
- 1990 – Soul Patrol, Easy, Whipped Cream, Cat Rapes Dog
- 1991 – Union Carbide Productions, Cat Rapes Dog, Cod Lovers, The Shades of Orange, Happydeadmen
- 1992 – Popsicle, This Perfect Day, Easy, Eggstone, Sonic Surf City
- 1993 – Pavement, Popsicle, The Bear Quartet, Cornershop, The Pusjkins, Cloudberry Jam, Brainpool, Eggstone
- 1994 – bob hund, The Cardigans, Waterbug, Yvonne, Cloudberry Jam, Brainpool, Sonic Surf City, Kurt Olvars Rebeller
- 1995 – The Ark, Broder Daniel, Honey Is Cool, Waterbug, Yvonne, Starmarket, Ray Wonder, Brainpool, Mazarine Street, Backyard Babies, Refused, Loosegoats, Flying Saucer Attack
- 1996 – Broder Daniel, Popsicle, Starmarket, bob hund, Träd, Gräs och Stenar, Gudibrallan, Cloudberry Jam, The Nomads, Hellacopters, The Ark, Fireside, Leslies
- 1997 – Bad Cash Quartet, Broder Daniel, Mazarine Street, This Perfect Day, Him Kerosene, Honey Is Cool, Cardigans, Yvonne, Eggstone, Hellacopters
- 1998 – Hell on Wheels, Pluxus, Neutral Milk Hotel, Waterbug, Loosegoats, Komeda, Mazarine Street, Bad Cash Quartet, Caesars Palace, Tambureens, Hellacopters, The Soundtrack of Our Lives
- 1999 – First Floor Power, Godspeed You! Black Emperor, Doktor Kosmos, The (International) Noise Conspiracy, Sahara Hotnights, Stereo Total, The Bear Quartet, The Nomads, Club 8, The Concretes, Hefner
- 2000 – The Sounds, The Hives, Doktor Kosmos, Trembling Blue Stars, Håkan Hellström, Dialog Cet, Spearmint, Yvonne, Nicolai Dunger, Hawaii Mud Bombers
- 2001 – Moneybrother, Of Montreal, Doktor Kosmos, Bad Cash Quartet, Fint Tillsammans, Melody Club, Cato Salsa Experience, Isolation Years, David & the Citizens
- 2002 – Kristofer Åström & Hidden Truck, Slagsmålsklubben, Marit Bergman, Dungen, Melody Club, Pluxus, Laakso, Caesars Palace, Division of Laura Lee, The Spacious Mind
- 2003 – Mando Diao, The Radio Dept., Laakso, Doktor Kosmos, Yeah Yeah Yeahs, Slagsmålsklubben, Florence Valentin, Bad Cash Quartet, Christian Kjellvander, Whyte Seeds
- 2004 – Love Is All, Mattias Alkberg BD, Ane Brun, The Radio Dept., Marit Bergman, Moneybrother, [ingenting], Jens Lekman, Shout Out Louds
- 2005 – Frida Hyvönen, The Polyphonic Spree, Alarma Man, thehelpmeplease
- 2006 – The Pipettes, The Whitest Boy Alive, Camera Obscura, Hello Saferide, Billie the Vision & the Dancers, José González, David And The Citizens, Most Valuable Players
- 2007 – Dinosaur jr, Kristian Anttila, Timo Räisänen, Shout Out Louds, Of Montreal, I'm from Barcelona, Welle:Erdball
- 2008 – Justice, Raised Fist, Doktor Kosmos, Slagsmålsklubben, Markus Krunegård, Thermostatic
- 2009 – 2manyDJs, The Wombats, bob hund, The Bloody Beetroots, Moto Boy
- 2010 – Crystal Castles, Crookers, Friendly Fires, Cut Copy, Digitalism, Best Coast, Johnossi, Hoffmaestro & Chraa
- 2011 – Skrillex, Infected Mushroom, Slagsmålsklubben, Moto Boy, Yelle, Hästpojken, Den svenska björnstammen, Daniel Adams-Ray
- 2012 – Crystal Castles, Steve Aoki, Knife Party, Maskinen, Porter Robinson, VNV Nation, Carbon Based Lifeforms, Angerfist, Kapten Röd, Zedd, Far & Son, Zomboy, General Knas, Glesbygden, Koan Sound, Lilla Lovis, Little Jinder
- 2013 – Benny Benassi, Flux Pavilion, Showtek, Krewella, Ott, Infected Mushroom, Ace Ventura, Cazzette, Wildstylez, Datsik, Headhunterz, Rebecka & Fiona, Svenska Akademin, Panda da Panda, Extrawelt, Savant, Solar Fields, Discoteka Yugostyle, Rootvälta,
- 2014 – Basshunter, Paul Kalkbrenner, Panda da Panda, Savant, Las Palmas, 1200 Micrograms, Skazi, DVBBS, Kultiration, Noisia, Carbon Based Lifeforms, Movits!, Den Svenska Björnstammen
- 2017 – Alan Walker, Basshunter, Boris Brejcha,  Crystal Castles, Darude, Coola Kidz, Dunderpatrullen, Frej Larsson, F.o.o.l, Hov1, Joy, Juno Reactor, Kebenekajse, Little Jinder, Markoolio, Raja Ram, Skism, Tjuvjakt, Vigiland, Vini Vici, Vibe Tribe,
- 2018 – Yung Lean, Fricky, Markoolio, Roger Pontare, Tyske Ludder, Talamasca, Little Big, Angerfist